# Deutsches Fußballmuseum

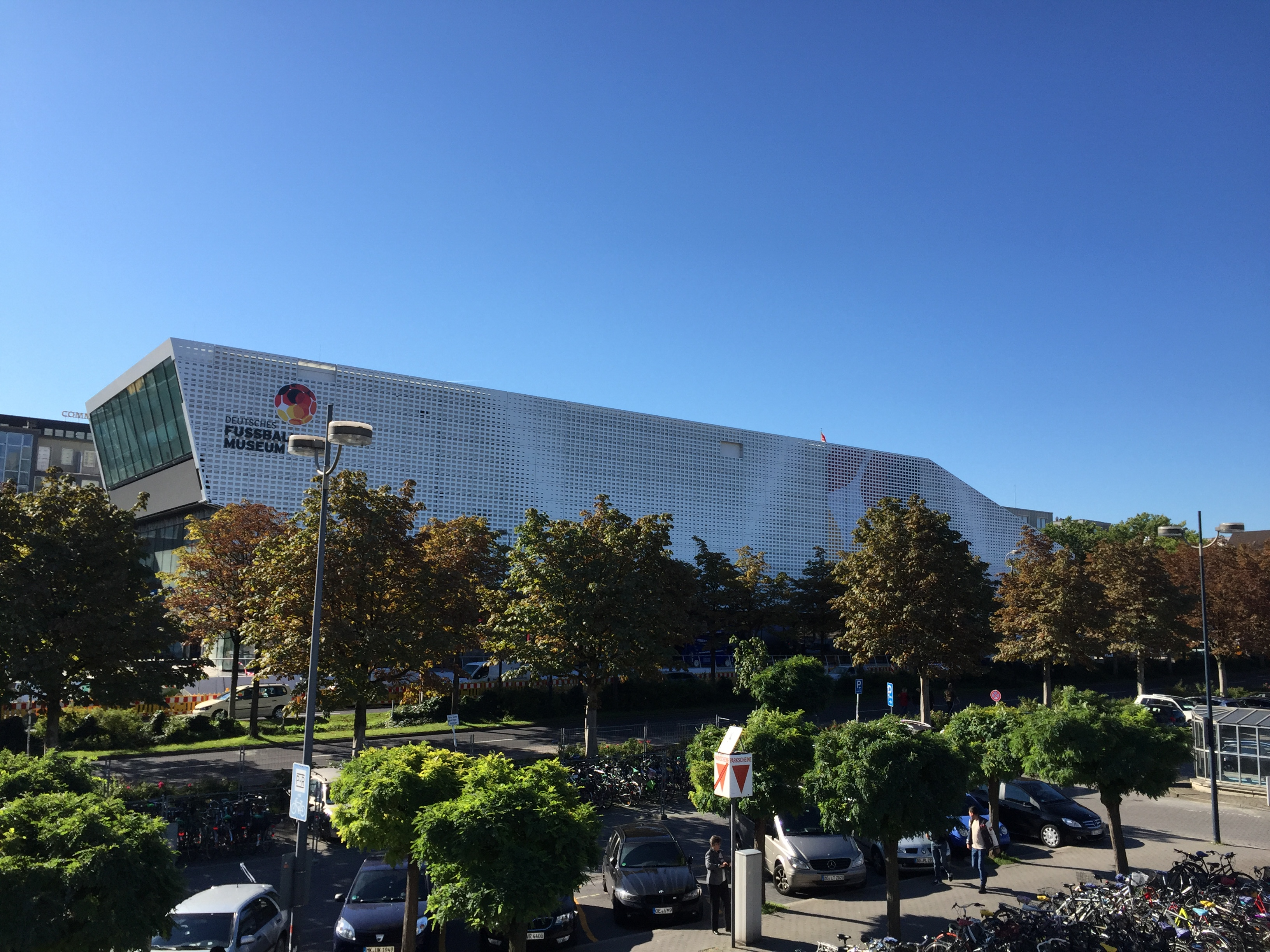
Deutsche Fußballmuseum

Het Deutsche Fußballmuseum (Nederlands: Duits voetbalmuseum) is een museum gewijd aan voetbal aan de Platz der Deutschen Einheit in de Duitse stad Dortmund. Het museum behoorde tot de Duitse voetbalbond. Het museum ligt aan de toeristische auto- en fietsroute Deutsche Fußball Route NRW.

## Geschiedenis
Na het Wereldkampioenschap van 2006 in Duitsland besloot de Duitse voetbalbond (DFB) de financiering van de bouw van een nationaal Duits voetbalmuseum. Sinds oktober 2015 vertelt het Duitse voetbalmuseum op een totale oppervlakte van 7.000 m² de geschiedenis van het Duitse voetbal.

## Museumcollectie
Het museum bestaat uit twee verdiepingen die beide een belangrijk deel uit het Duitse voetbal behandelen. Op de bovenste verdieping kan de geschiedenis van het Duits voetbalelftal bestudeerd worden. De onderste verdieping biedt onderdak aan een expositie over het Duitse clubvoetbal. De Bundesliga staat hier centraal, maar ook andere Europese topclubs zijn vertegenwoordigd op deze verdieping.
Het museum is niet enkel een archief en tentoonstellocatie, maar biedt plaats voor ontmoetingen en discussies met betrekking tot voetbalgerelateerde zaken. Daaraan dragen evenementen zoals prijsuitreikingen, persconferenties, lezingen of televisieproducties in een eigen evenementenruimte bij.
Elk jaar ziet het museum zo'n 200.000 bezoekers. De drukste dagen zijn de dagen van de thuiswedstrijden van Borussia Dortmund, als de fans en de gasten in de stad zijn.

## Plaats
Het Duitse voetbalmuseum bevindt zich in het centrum van Dortmund, tegenover het treinstation Dortmund Hauptbahnhof. Het is daarom eenvoudig te bereiken met het openbaar vervoer.